# Panassac
Panassac est une commune française située dans le sud du département du Gers en région Occitanie. Sur le plan historique et culturel, la commune est dans le pays d'Astarac, un territoire du sud gersois très vallonné, au sol argileux, qui longe le plateau de Lannemezan.
Exposée à un climat océanique altéré, elle est drainée par le Gers et par divers autres petits cours d'eau. La commune possède un patrimoine naturel remarquable composé de deux zones naturelles d'intérêt écologique, faunistique et floristique.
Panassac est une commune rurale qui compte 285 habitants en 2022. Elle fait partie de l'aire d'attraction d'Auch. Ses habitants sont appelés les Panassacais ou  Panassacaises.
Le patrimoine architectural de la commune comprend un immeuble protégé au titre des monuments historiques : le Tuco de Panassac, inscrit en 1979.

## Géographie

### Localisation
La commune de Panassac se situe dans le canton d'Astarac-Gimone et dans l'arrondissement de Mirande, à l'extrême sud du département du Gers, à 5 km au sud de Masseube,.

### Communes limitrophes
Les communes limitrophes sont  Arrouède, Bézues-Bajon, Chélan, Esclassan-Labastide, Masseube et Samaran.
| Esclassan-Labastide | Masseube |              |
| Samaran             | Panassac | Bézues-Bajon |
|                     | Chélan   | Arrouède     |

### Géologie et relief
La superficie de la commune est de 917 hectares. L'altitude de la commune varie de 209 mètres à 317 mètres.
Panassac se situe en zone de sismicité 2 (sismicité faible).

### Voies de communication et transports
La commune de Panassac est traversée par la route départementale D929, en provenance au nord de Masseube et se poursuivant au sud en direction de Chélan.

### Hydrographie
La commune est dans le bassin de la Garonne, au sein du bassin hydrographique Adour-Garonne. Elle est drainée par le Gers, le ruisseau de Blagnan, le ruisseau de Débat, le ruisseau de la Cave, le ruisseau de la Fontaine, le ruisseau de Laguillon, le ruisseau de la Péchoire, le ruisseau de larrabe, le ruisseau de Lasgourgues, le ruisseau d'en Calabre, le ruisseau de Soulard et par divers petits cours d'eau, qui constituent un réseau hydrographique de 21 km de longueur totale,.
Le Gers, d'une longueur totale de 175,4 km, prend sa source dans la commune de Lannemezan et s'écoule vers le nord. Il traverse la commune et se jette dans la Garonne à Layrac, après avoir traversé 47 communes.

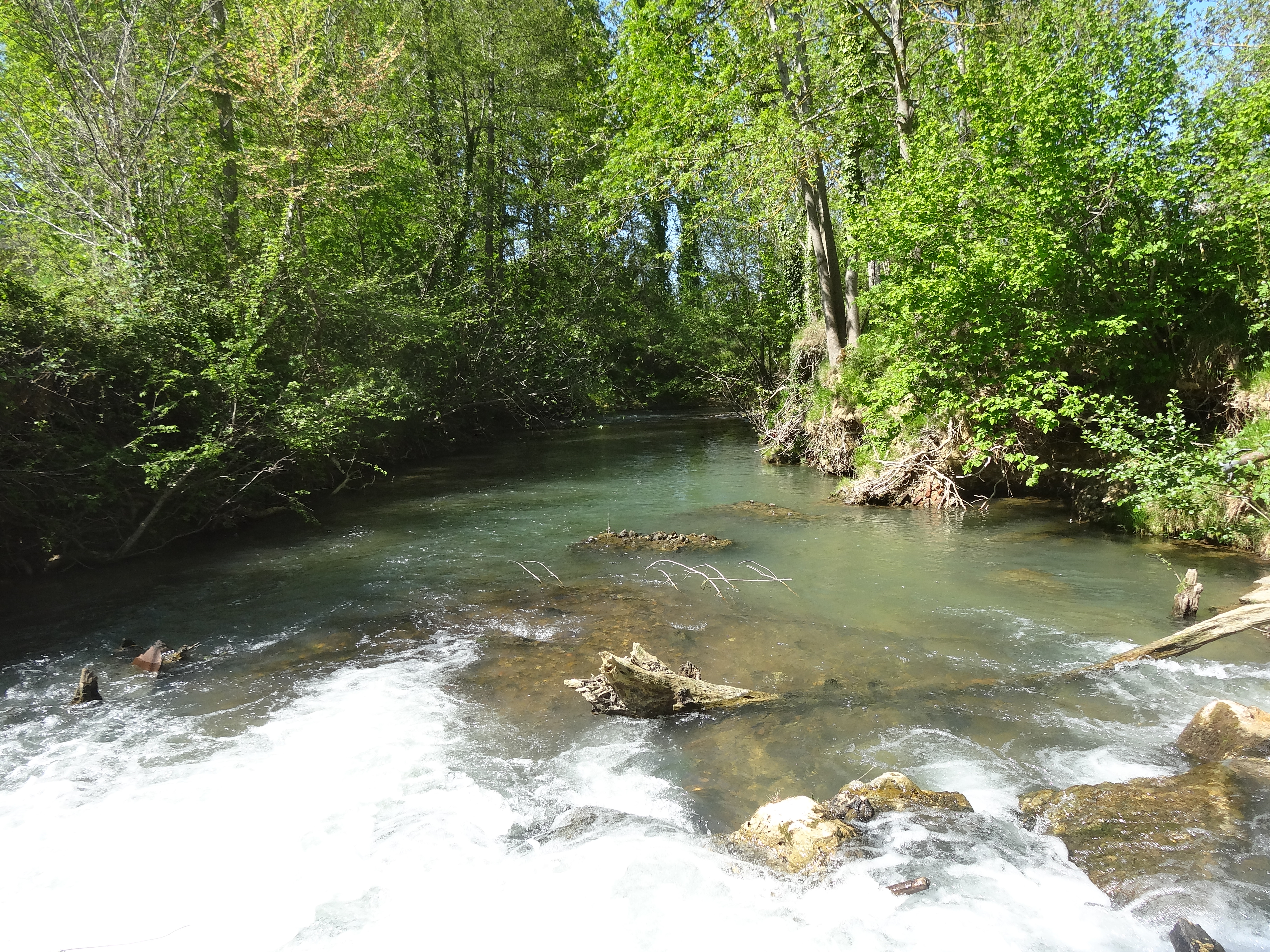
Le Gers à Panassac.
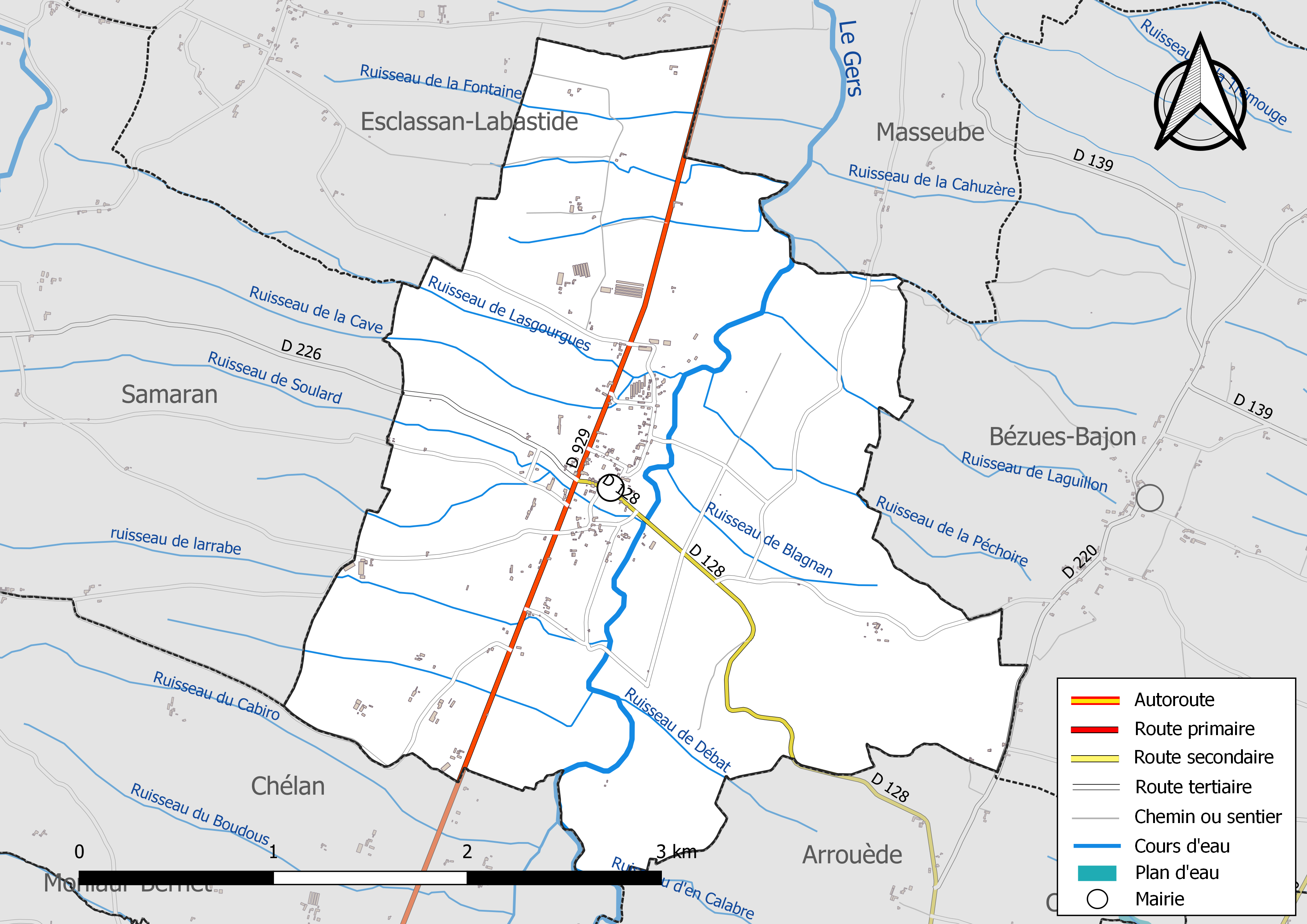
Réseaux hydrographique et routier de Panassac.

### Climat
Pour des articles plus généraux, voir Climat de l'Occitanie et Climat du Gers.
En 2010, le climat de la commune est de type climat océanique altéré, selon une étude s'appuyant sur une série de données couvrant la période 1971-2000. En 2020, Météo-France publie une typologie des climats de la France métropolitaine dans laquelle la commune est toujours exposée à un climat océanique altéré et est dans la région climatique Aquitaine, Gascogne, caractérisée par une pluviométrie abondante au printemps, modérée en automne, un faible ensoleillement au printemps, un été chaud (19,5 °C), des vents faibles, des brouillards fréquents en automne et en hiver et des orages fréquents en été (15 à 20 jours).
Pour la période 1971-2000, la température annuelle moyenne est de 12,7 °C, avec une amplitude thermique annuelle de 15,1 °C. Le cumul annuel moyen de précipitations est de 819 mm, avec 10,1 jours de précipitations en janvier et 6,2 jours en juillet. Pour la période 1991-2020, la température moyenne annuelle observée sur la station météorologique la plus proche, située sur la commune de Sadeillan à 18 km à vol d'oiseau, est de 13,6 °C et le cumul annuel moyen de précipitations est de 900,9 mm,. Pour l'avenir, les paramètres climatiques de la commune estimés pour 2050 selon différents scénarios d'émission de gaz à effet de serre sont consultables sur un site dédié publié par Météo-France en novembre 2022.

### Milieux naturels et biodiversité
L’inventaire des zones naturelles d'intérêt écologique, faunistique et floristique (ZNIEFF) a pour objectif de réaliser une couverture des zones les plus intéressantes sur le plan écologique, essentiellement dans la perspective d’améliorer la connaissance du patrimoine naturel national et de fournir aux différents décideurs un outil d’aide à la prise en compte de l’environnement dans l’aménagement du territoire.
Une ZNIEFF de type 1 est recensée sur la commune :
le « bois de Cassoulets » (14 ha), couvrant 2 communes du département et une ZNIEFF de type 2, : 
les « coteaux du Gers d'Aries-Espénan à Auch » (13 191 ha), couvrant 31 communes dont 28 dans le Gers et trois dans les Hautes-Pyrénées.

Carte des ZNIEFF de type 1 et 2 à Panassac.
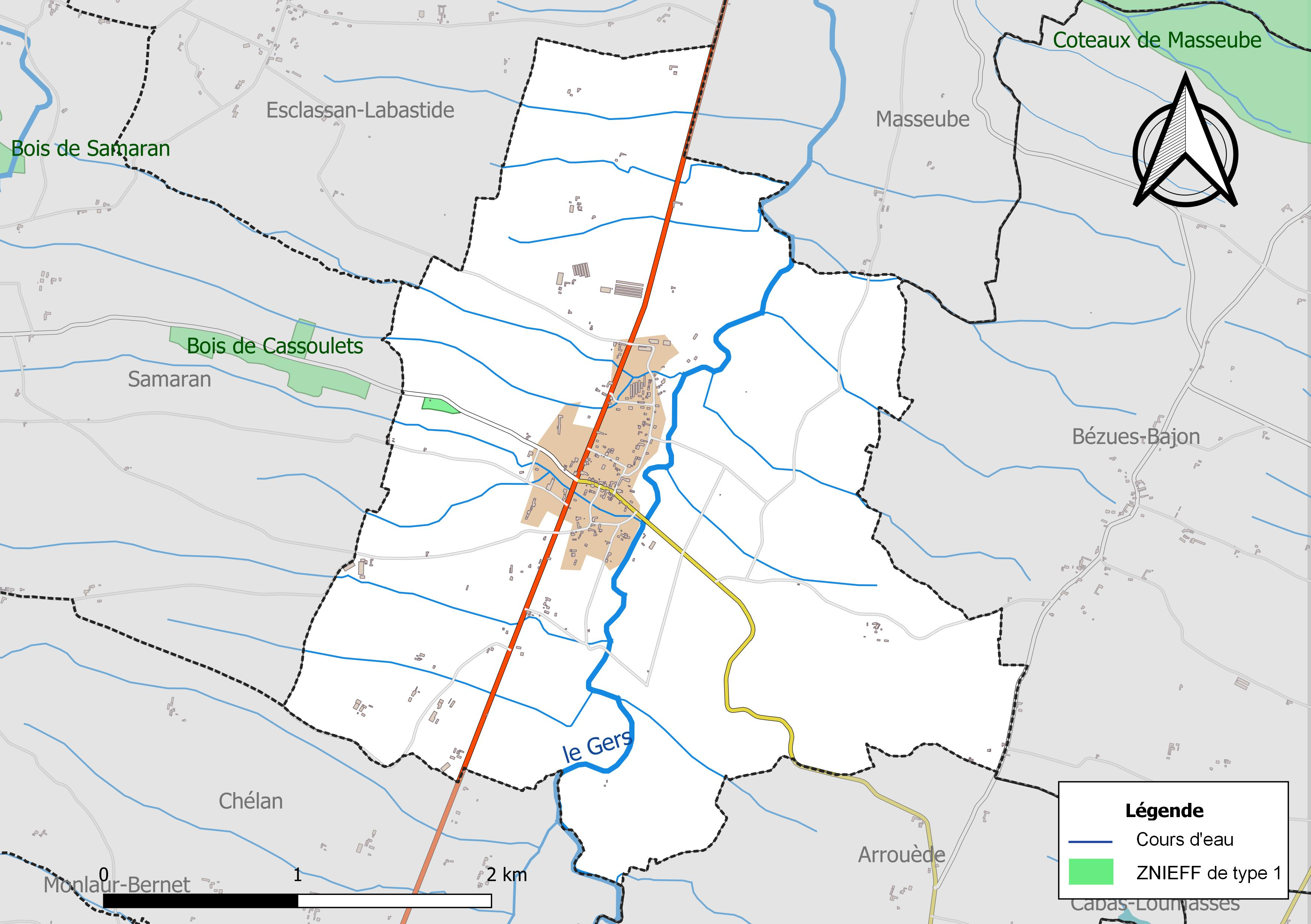
Carte de la ZNIEFF de type 1 sur la commune.
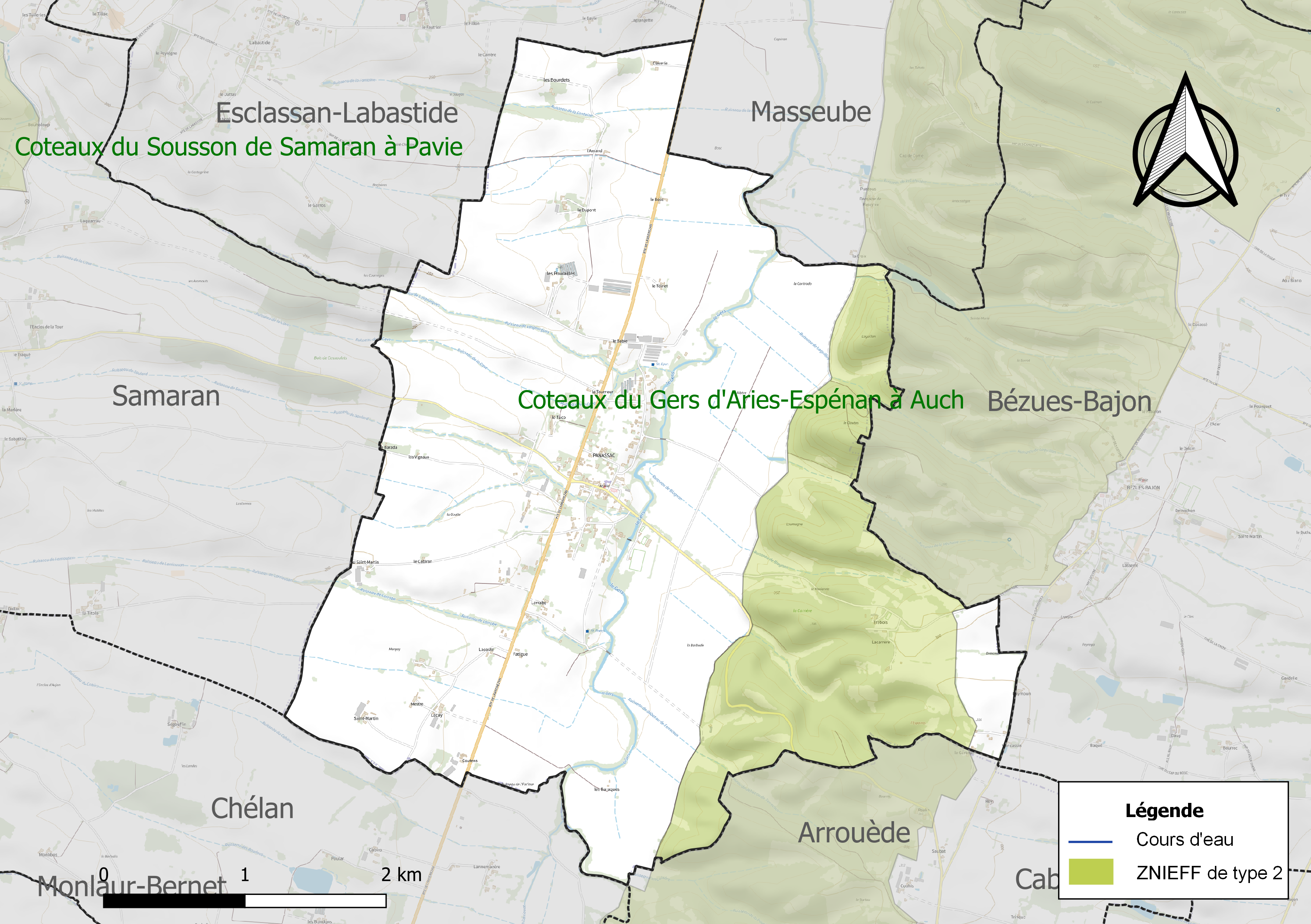
Carte de la ZNIEFF de type 2 sur la commune.

## Urbanisme

### Typologie
Au 1er janvier 2024, Panassac est catégorisée commune rurale à habitat dispersé, selon la nouvelle grille communale de densité à sept niveaux définie par l'Insee en 2022.
Elle est située hors unité urbaine. Par ailleurs la commune fait partie de l'aire d'attraction d'Auch, dont elle est une commune de la couronne,. Cette aire, qui regroupe 112 communes, est catégorisée dans les aires de 50 000 à moins de 200 000 habitants,.

### Occupation des sols
L'occupation des sols de la commune, telle qu'elle ressort de la base de données européenne d’occupation biophysique des sols Corine Land Cover (CLC), est marquée par l'importance des territoires agricoles (80,2 % en 2018), en diminution par rapport à 1990 (81,1 %). La répartition détaillée en 2018 est la suivante : 
terres arables (67,1 %), forêts (14,4 %), zones agricoles hétérogènes (13,1 %), zones urbanisées (5,4 %). L'évolution de l’occupation des sols de la commune et de ses infrastructures peut être observée sur les différentes représentations cartographiques du territoire : la carte de Cassini (XVIIIe siècle), la carte d'état-major (1820-1866) et les cartes ou photos aériennes de l'IGN pour la période actuelle (1950 à aujourd'hui).

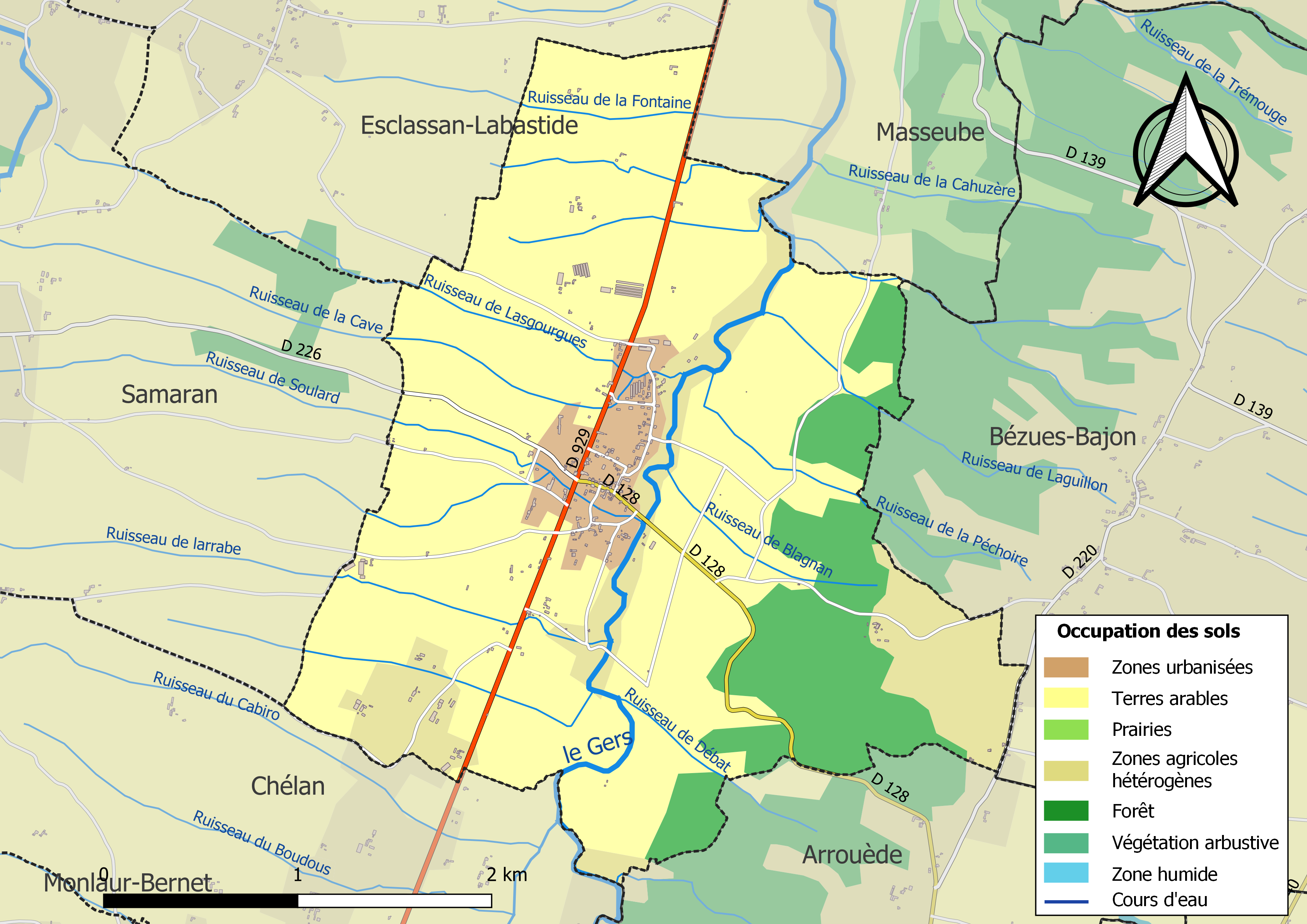
Carte des infrastructures et de l'occupation des sols de la commune en 2018 (CLC).

### Risques majeurs
Le territoire de la commune de Panassac est vulnérable à différents aléas naturels : météorologiques (tempête, orage, neige, grand froid, canicule ou sécheresse), inondations et séisme (sismicité faible). Un site publié par le BRGM permet d'évaluer simplement et rapidement les risques d'un bien localisé soit par son adresse soit par le numéro de sa parcelle.
Certaines parties du territoire communal sont susceptibles d’être affectées par le risque d’inondation par débordement de cours d'eau, notamment le Gers. La cartographie des zones inondables en ex-Midi-Pyrénées réalisée dans le cadre du XIe Contrat de plan État-région, visant à informer les citoyens et les décideurs sur le risque d’inondation, est accessible sur le site de la DREAL Occitanie. La commune a été reconnue en état de catastrophe naturelle au titre des dommages causés par les inondations et coulées de boue survenues en 1999 et 2009,.

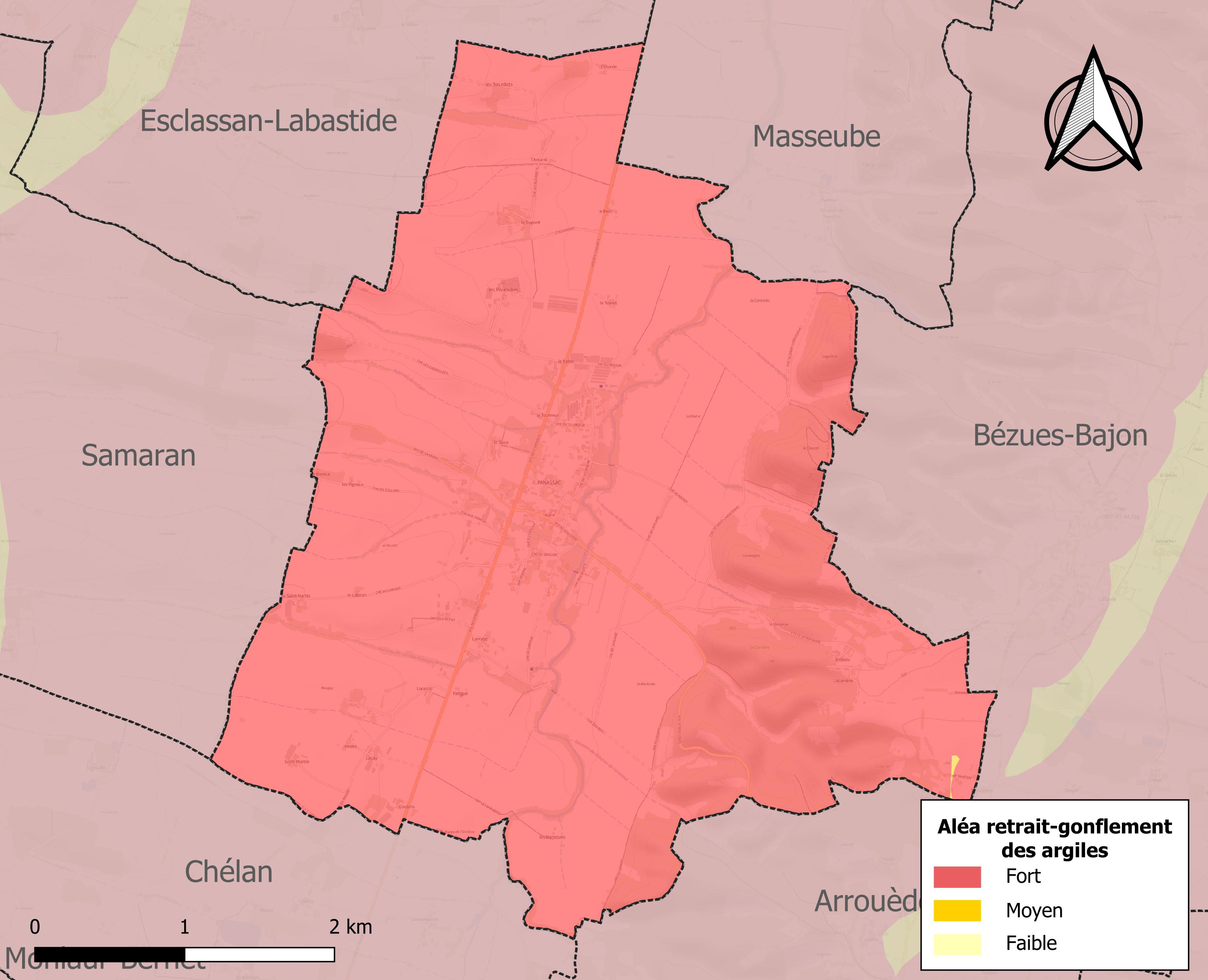
Carte des zones d'aléa retrait-gonflement des sols argileux de Panassac.

Le retrait-gonflement des sols argileux est susceptible d'engendrer des dommages importants aux bâtiments en cas d’alternance de périodes de sécheresse et de pluie. La totalité de la commune est en aléa moyen ou fort (94,5 % au niveau départemental et 48,5 % au niveau national). Sur les 126 bâtiments dénombrés sur la commune en 2019, 126 sont en aléa moyen ou fort, soit 100 %, à comparer aux 93 % au niveau départemental et 54 % au niveau national. Une cartographie de l'exposition du territoire national au retrait gonflement des sols argileux est disponible sur le site du BRGM,.
Par ailleurs, afin de mieux appréhender le risque d’affaissement de terrain, l'inventaire national des cavités souterraines permet de localiser celles situées sur la commune.
Concernant les mouvements de terrains, la commune a été reconnue en état de catastrophe naturelle au titre des dommages causés par la sécheresse en 1989 et 1993 et par des mouvements de terrain en 1999.

## Toponymie
Du gascon pane (« dérobe »)[réf. nécessaire].
Au début du XIXe siècle, on rencontre les deux formes Pannessac et Panassac.

## Histoire
Inondations de 1977 en Gascogne.

## Politique et administration

### Canton
En 1793, la commune de Panassac fait partie du canton de Masseube au sein du district puis arrondissement de Mirande.
À compter des élections départementales de 2015, la commune rejoint le nouveau canton d'Astarac-Gimone.

### Liste des maires

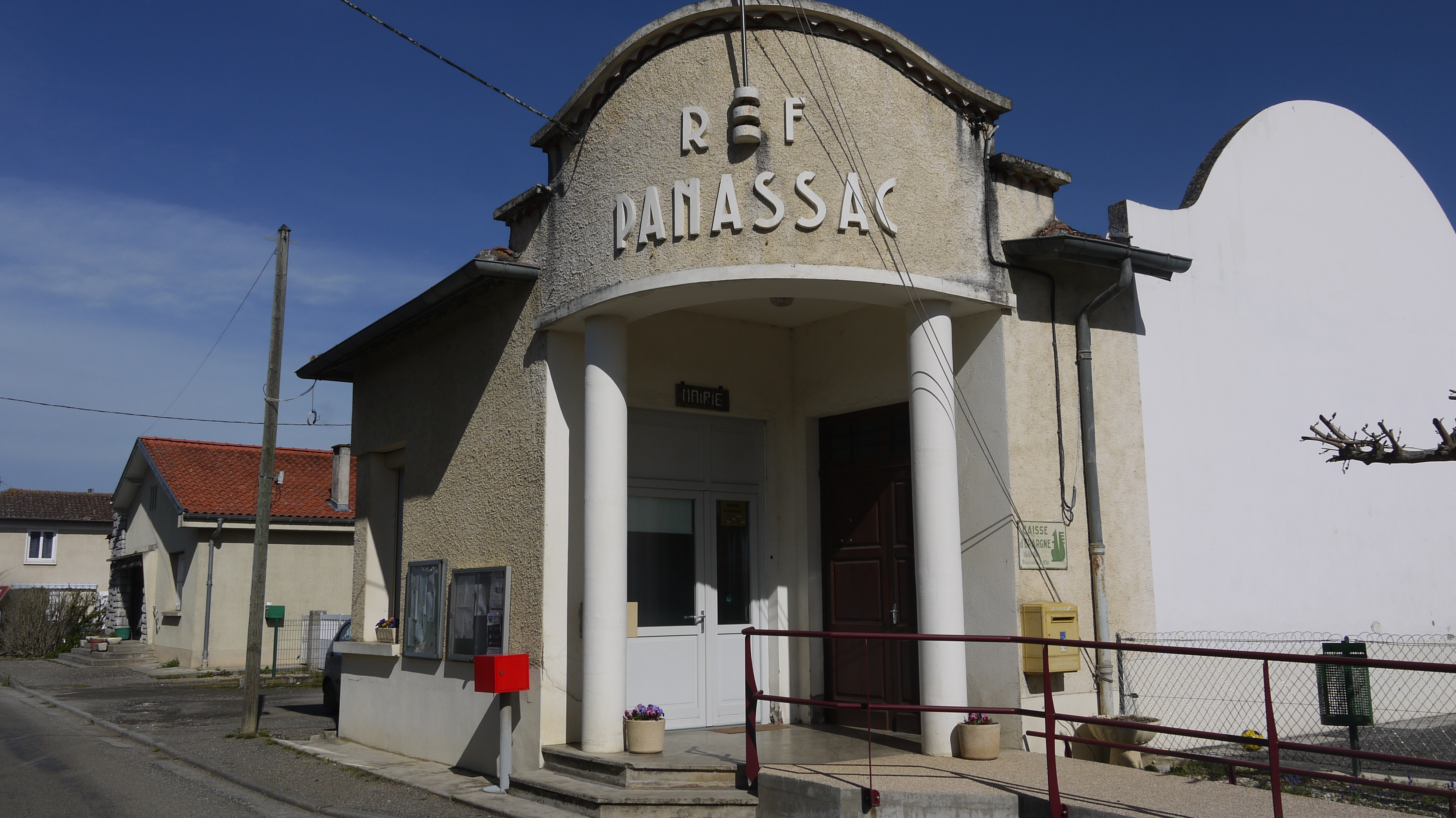
La mairie.

## Population et société

### Démographie
L'évolution du nombre d'habitants est connue à travers les recensements de la population effectués dans la commune depuis 1793. Pour les communes de moins de 10 000 habitants, une enquête de recensement portant sur toute la population est réalisée tous les cinq ans, les populations de référence des années intermédiaires étant quant à elles estimées par interpolation ou extrapolation. Pour la commune, le premier recensement exhaustif entrant dans le cadre du nouveau dispositif a été réalisé en 2004.

En 2022, la commune comptait 285 habitants, en évolution de −0,35 % par rapport à 2016 (Gers : +1,04 %, France hors Mayotte : +2,11 %).
| 1793 | 1800 | 1806 | 1821 | 1831 | 1841 | 1846 | 1851 | 1856 |
| ---- | ---- | ---- | ---- | ---- | ---- | ---- | ---- | ---- |
| 488  | 364  | 434  | 454  | 522  | 514  | 551  | 515  | 509  |

| 1861 | 1866 | 1872 | 1876 | 1881 | 1886 | 1891 | 1896 | 1901 |
| ---- | ---- | ---- | ---- | ---- | ---- | ---- | ---- | ---- |
| 491  | 508  | 457  | 460  | 452  | 436  | 394  | 373  | 360  |

| 1906 | 1911 | 1921 | 1926 | 1931 | 1936 | 1946 | 1954 | 1962 |
| ---- | ---- | ---- | ---- | ---- | ---- | ---- | ---- | ---- |
| 310  | 305  | 281  | 291  | 278  | 281  | 271  | 267  | 283  |

| 1968 | 1975 | 1982 | 1990 | 1999 | 2004 | 2006 | 2009 | 2014 |
| ---- | ---- | ---- | ---- | ---- | ---- | ---- | ---- | ---- |
| 290  | 267  | 273  | 262  | 280  | 296  | 318  | 281  | 284  |

| 2019 | 2022 | - | - | - | - | - | - | - |
| ---- | ---- | - | - | - | - | - | - | - |
| 290  | 285  | - | - | - | - | - | - | - |

### Enseignement

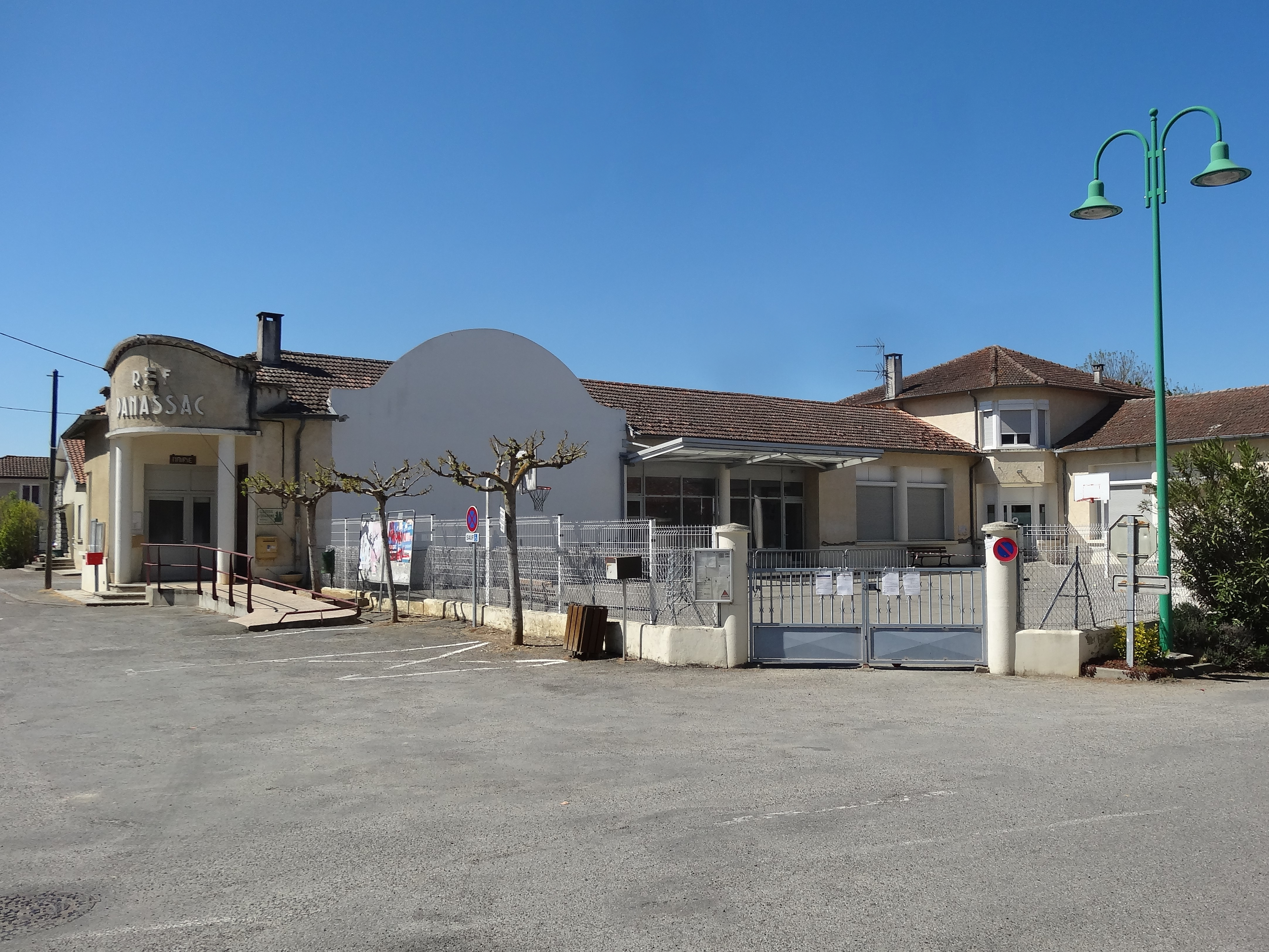
L'école.

Panassac possède une école publique élémentaire ; son effectif est de 32 élèves en 2018.

### Manifestations culturelles et festivités

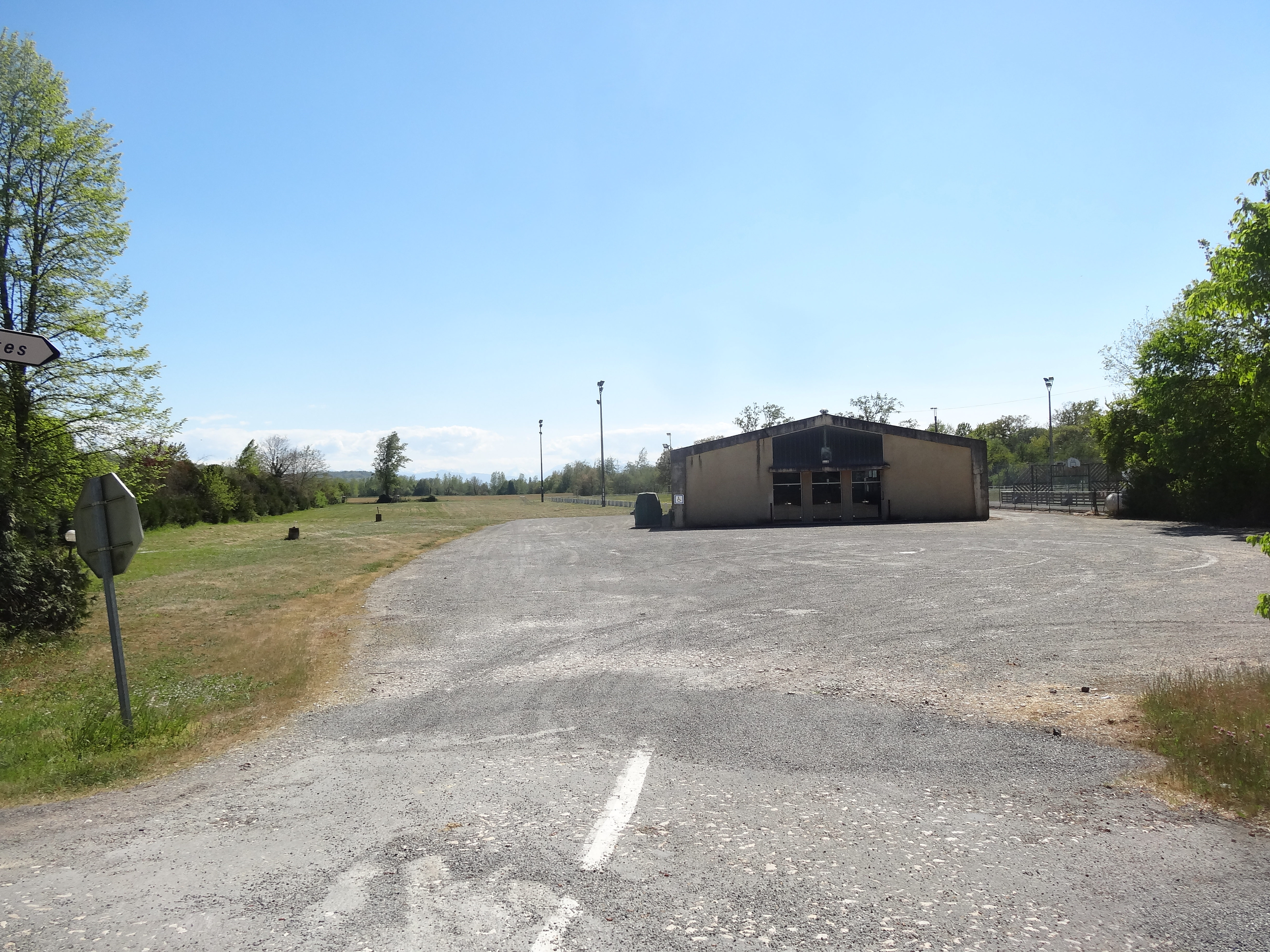
La salle des fêtes et son parking.

- Fête locale : dimanche après le 15 août[31].

### Sports

#### Équipements sportifs

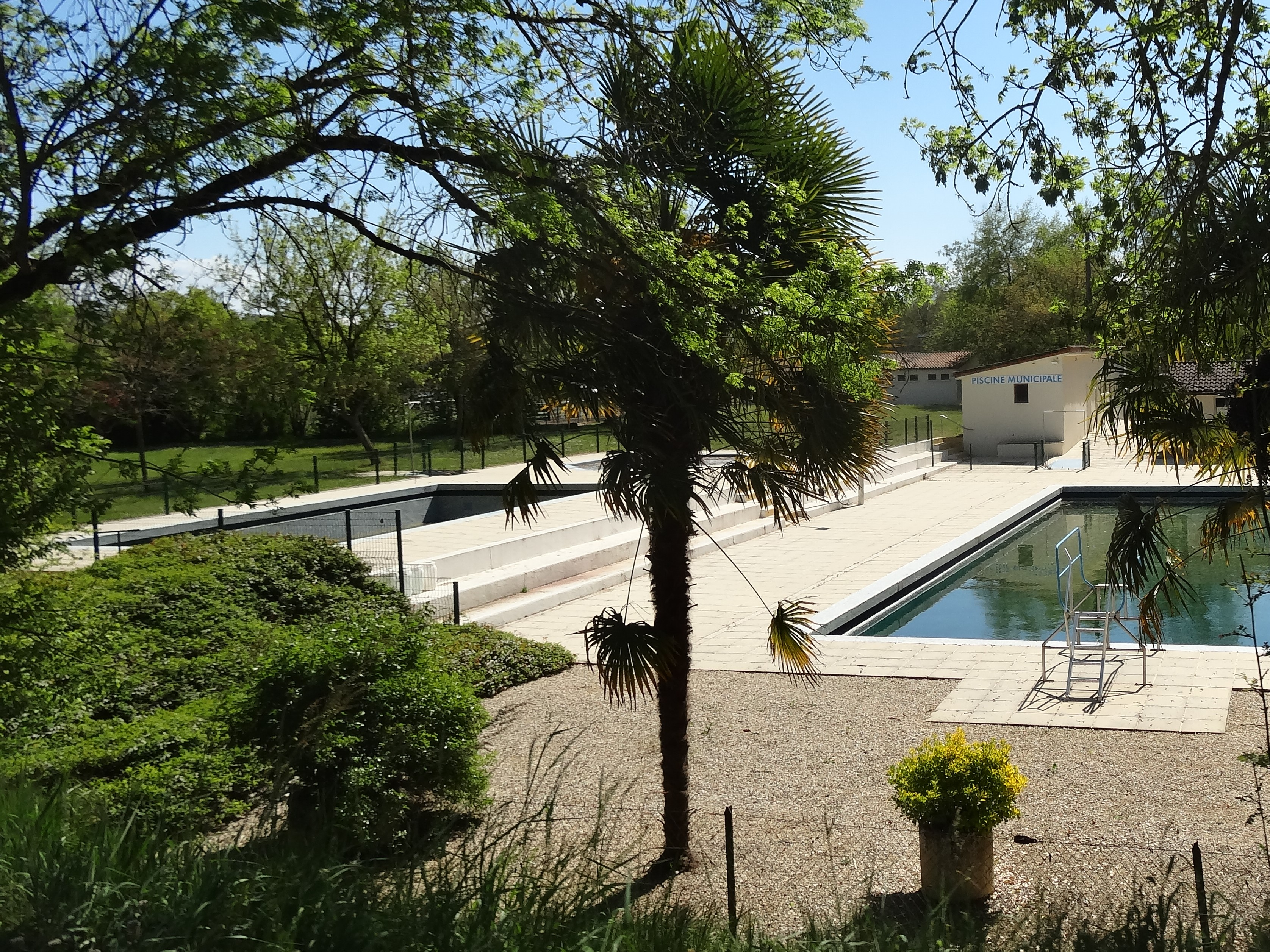
La piscine municipale.

Une piscine municipale est présente depuis 1960. Construite sous l'impulsion du maire Armand Duffau, elle est la plus ancienne du département. Une mise au norme des bassins a eu lieu en 2003.

## Économie

### Revenus
En 2018  (données Insee publiées en septembre 2021), la commune compte 110 ménages fiscaux, regroupant 272 personnes. La médiane du revenu disponible par unité de consommation est de 20 550 € (20 820 € dans le département).

### Emploi
|                | 2008  | 2013  | 2018   |
| -------------- | ----- | ----- | ------ |
| Commune        | 8,6 % | 8,9 % | 12,7 % |
| Département    | 6,1 % | 7,5 % | 8,2 %  |
| France entière | 8,3 % | 10 %  | 10 %   |

En 2018, la population âgée de 15 à 64 ans s'élève à 156 personnes, parmi lesquelles on compte 75,8 % d'actifs (63,1 % ayant un emploi et 12,7 % de chômeurs) et 24,2 % d'inactifs,. Depuis 2008, le taux de chômage communal (au sens du recensement) des 15-64 ans est supérieur à celui de la France et du département.
La commune fait partie de la couronne de l'aire d'attraction d'Auch, du fait qu'au moins 15 % des actifs travaillent dans le pôle,. Elle compte 49 emplois en 2018, contre 50 en 2013 et 49 en 2008. Le nombre d'actifs ayant un emploi résidant dans la commune est de 103, soit un indicateur de concentration d'emploi de 47,7 % et un taux d'activité parmi les 15 ans ou plus de 52,6 %.
Sur ces 103 actifs de 15 ans ou plus ayant un emploi, 26 travaillent dans la commune, soit 25 % des habitants. Pour se rendre au travail, 87,4 % des habitants utilisent un véhicule personnel ou de fonction à quatre roues, 2,9 % s'y rendent en deux-roues, à vélo ou à pied et 9,7 % n'ont pas besoin de transport (travail au domicile).

### Activités hors agriculture
14 établissements sont implantés  à Panassac au 31 décembre 2019.
Le secteur de l'industrie manufacturière, des industries extractives et autres est prépondérant sur la commune puisqu'il représente 28,6 % du nombre total d'établissements de la commune (4 sur les 14 entreprises implantées  à Panassac), contre 12,3 % au niveau départemental.

### Agriculture
La commune est dans l'Astarac, une petite région agricole englobant tout le Sud du département du Gers, un quart de sa superficie, et correspond au pied de lʼéventail gascon. En 2020, l'orientation technico-économique de l'agriculture  sur la commune est la polyculture et/ou le polyélevage.
|               | 1988 | 2000 | 2010  | 2020  |
| ------------- | ---- | ---- | ----- | ----- |
| Exploitations | 24   | 18   | 15    | 15    |
| SAU (ha)      | 722  | 983  | 1 009 | 1 149 |

Le nombre d'exploitations agricoles en activité et ayant leur siège dans la commune est passé de 24 lors du recensement agricole de 1988  à 18 en 2000 puis à 15 en 2010 et enfin à 15 en 2020, soit une baisse de 37 % en 32 ans. Le même mouvement est observé à l'échelle du département qui a perdu pendant cette période 51 % de ses exploitations,. La surface agricole utilisée sur la commune a quant à elle augmenté, passant de 722 ha en 1988 à 1 149 ha en 2020. Parallèlement la surface agricole utilisée moyenne par exploitation a augmenté, passant de 30 à 77 ha.

## Culture locale et patrimoine

### Lieux et monuments
Les monuments notables de Panassac sont les suivants :
- L'église de l'Immaculée-Conception, rebâtie en 1813 sur un édifice plus ancien ;

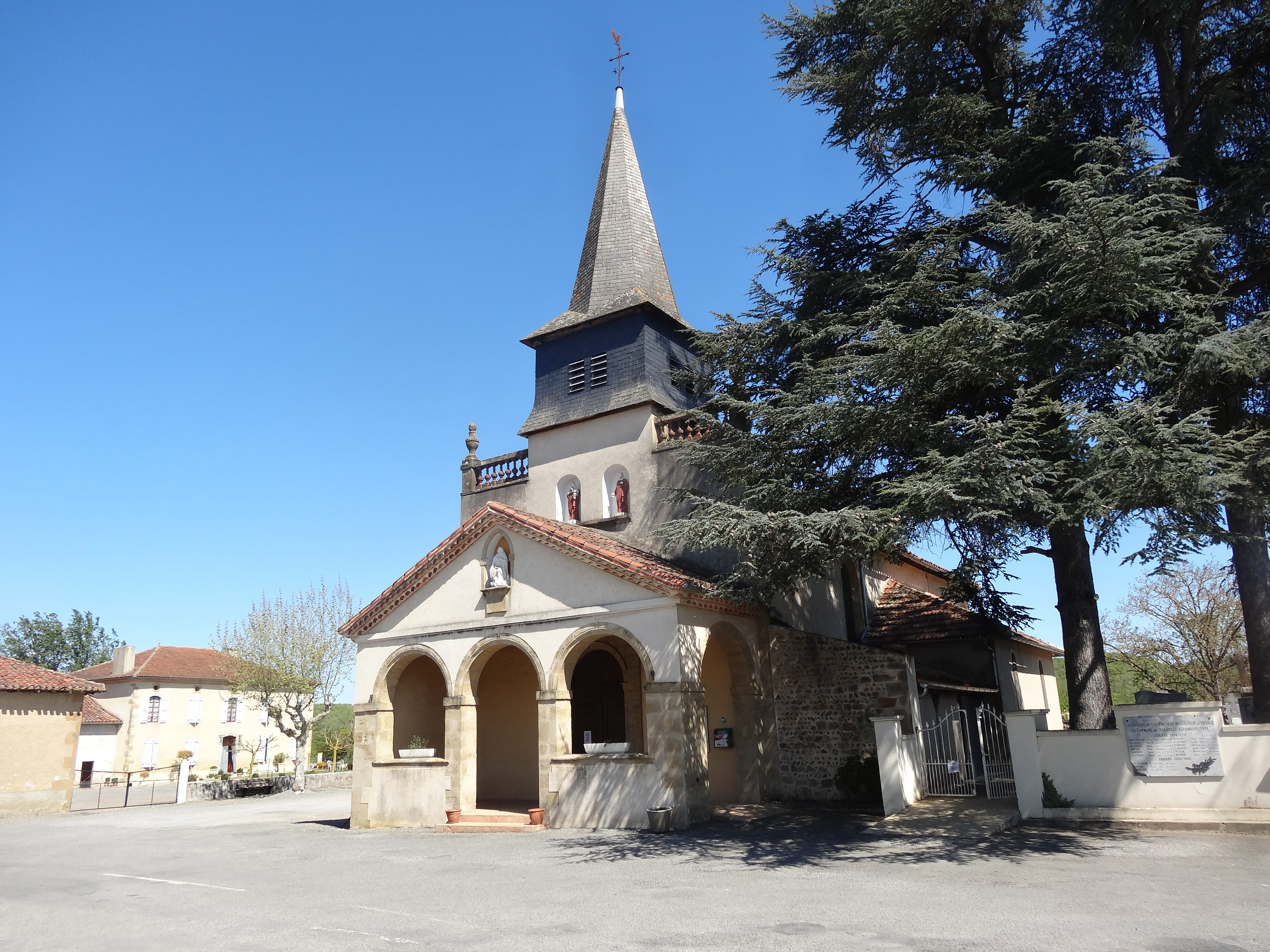
L'église de l'Immaculée-Conception.
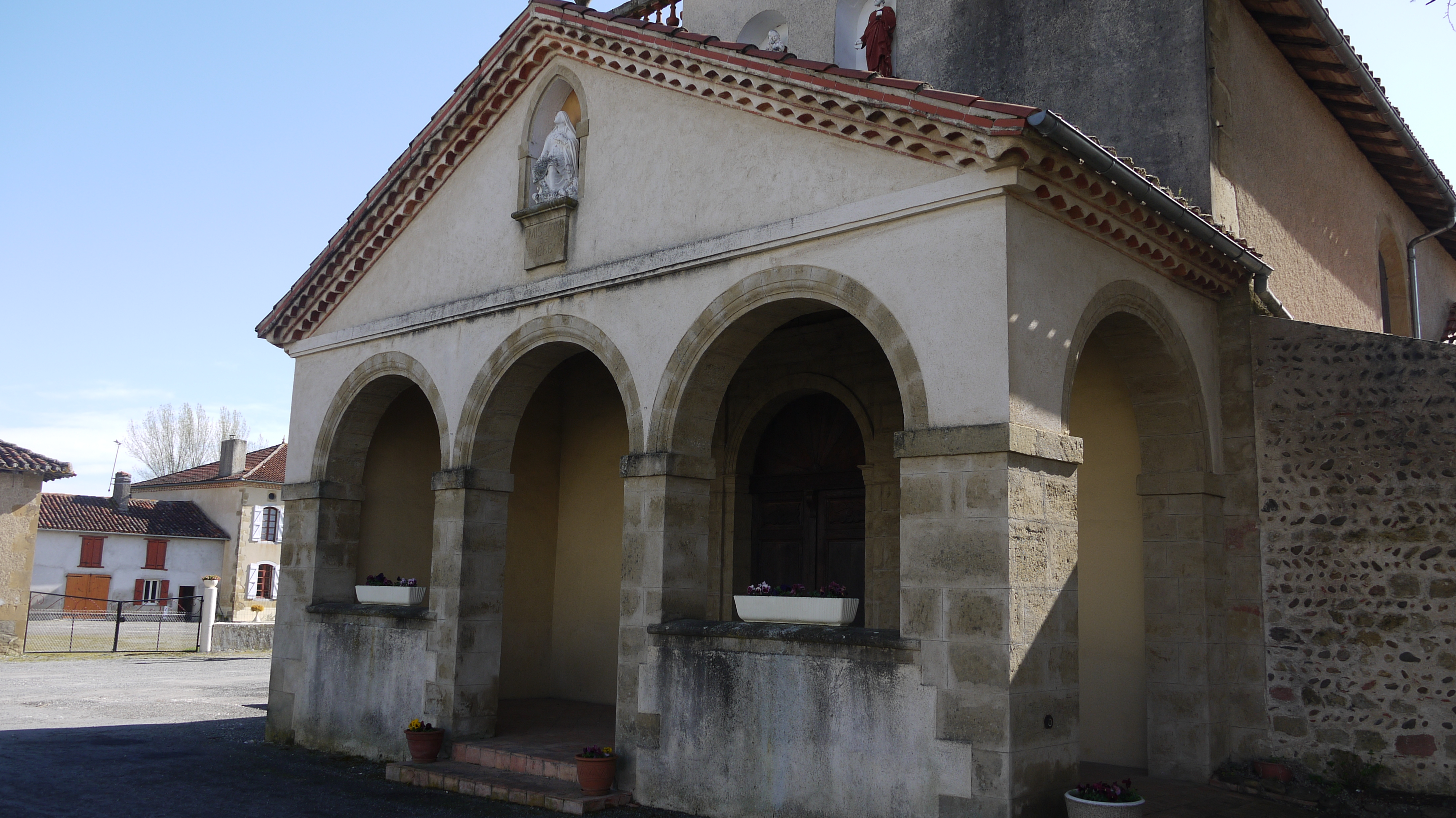
Le porche de l'église.
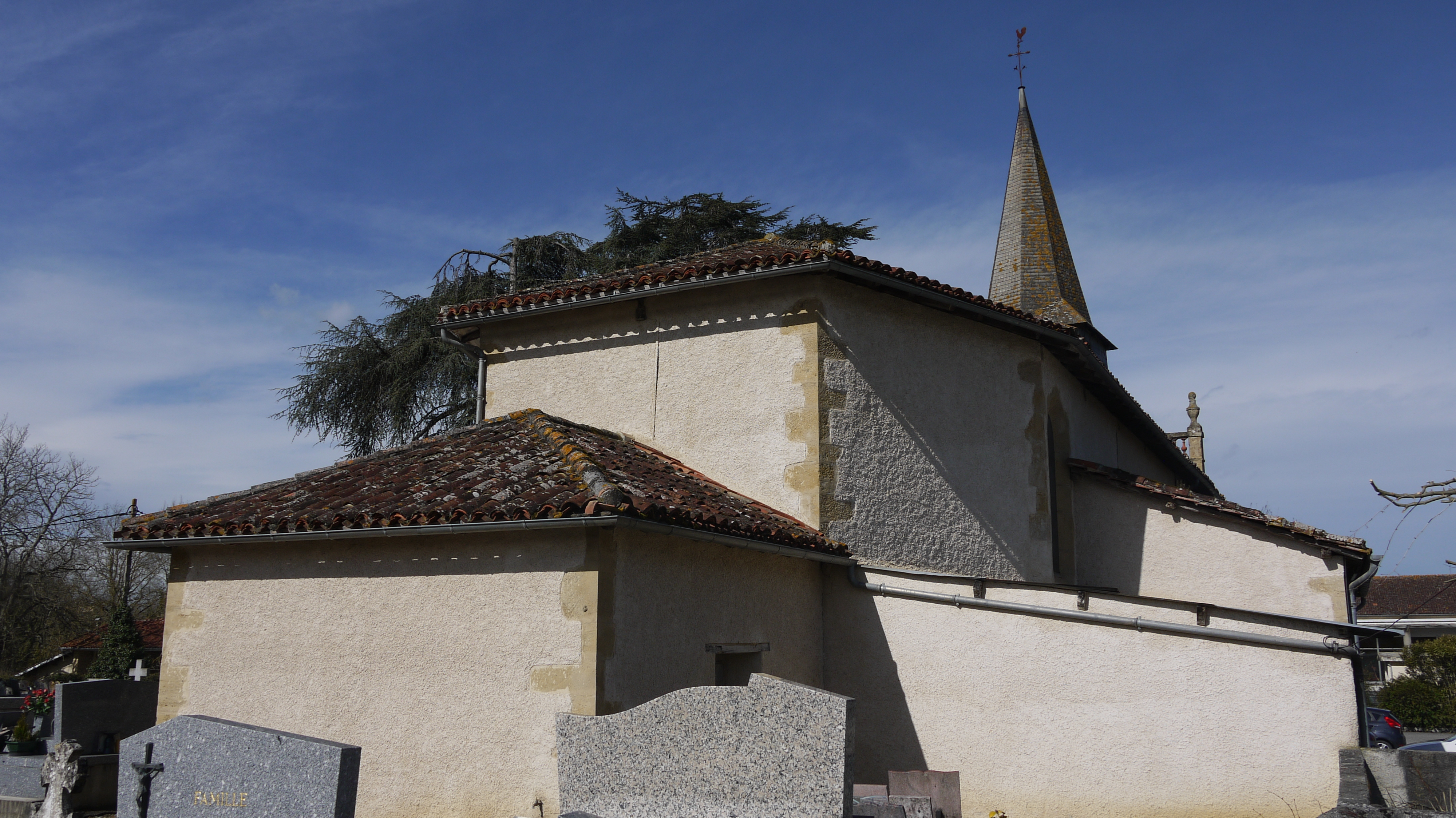
La sacristie et le chevet de l'église.

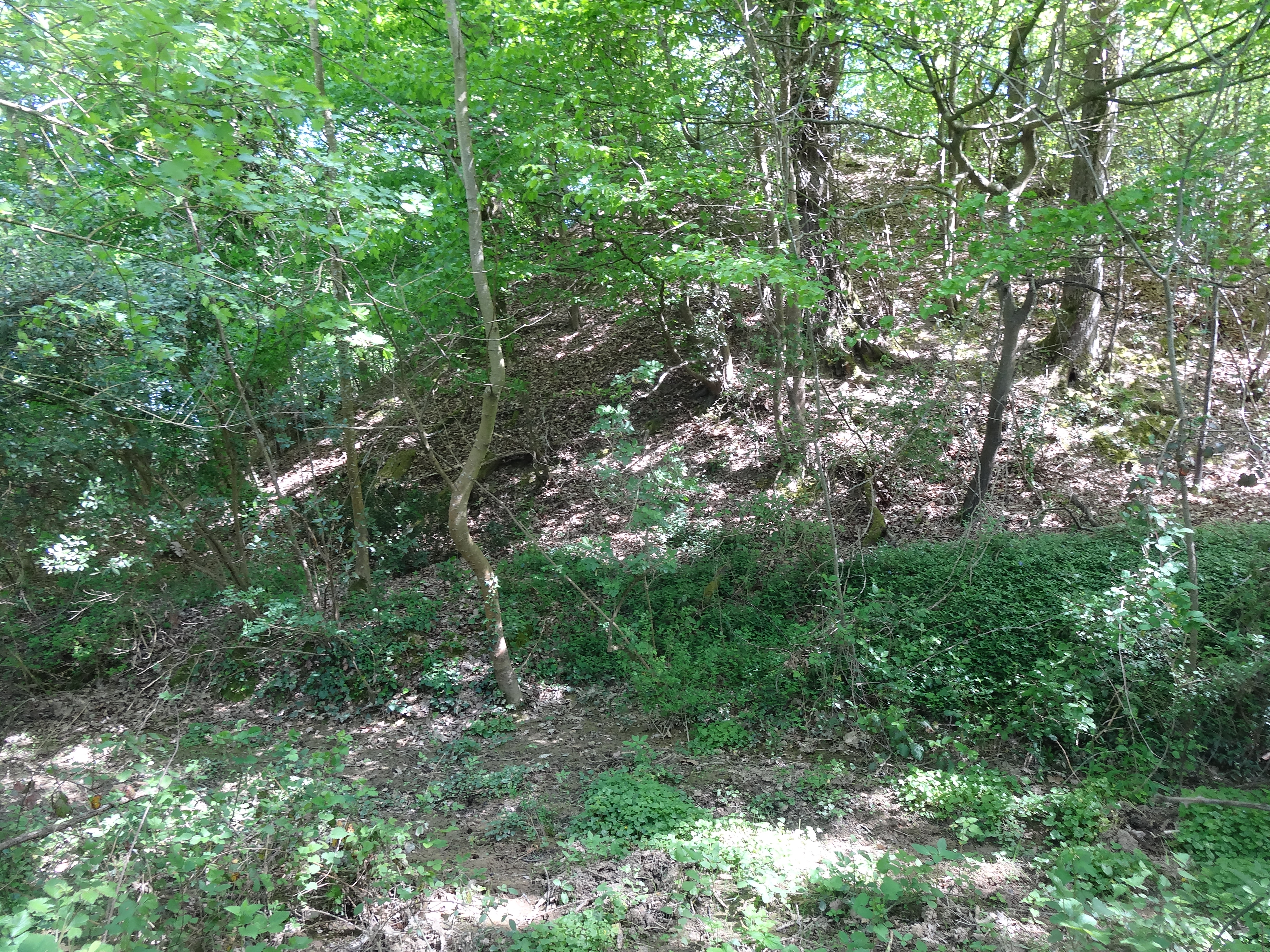
Le Tuco de Panassac.

- Le Tuco de Panassac, ancienne motte castrale (probablement abandonnée à la fin du XIe siècle)[36], autour de laquelle on remarque encore des fossés ( Inscrit MH (1979)) ;
- Motte castrale (vraisemblablement occupée du XIIe   au   XIVe siècle par les seigneurs de Panassac)[36], entre l'église paroissiale et la rivière du Gers[31] ;
- Plusieurs belles maisons témoignant d'un riche passé du village ;
- Divers éléments de petit patrimoine : une croix de la Passion devant le cimetière, cinq croix en fer forgé ou en pierre, la girouette du clocher, un puits, un ancien moulin à eau et un four à pain chez un particulier.

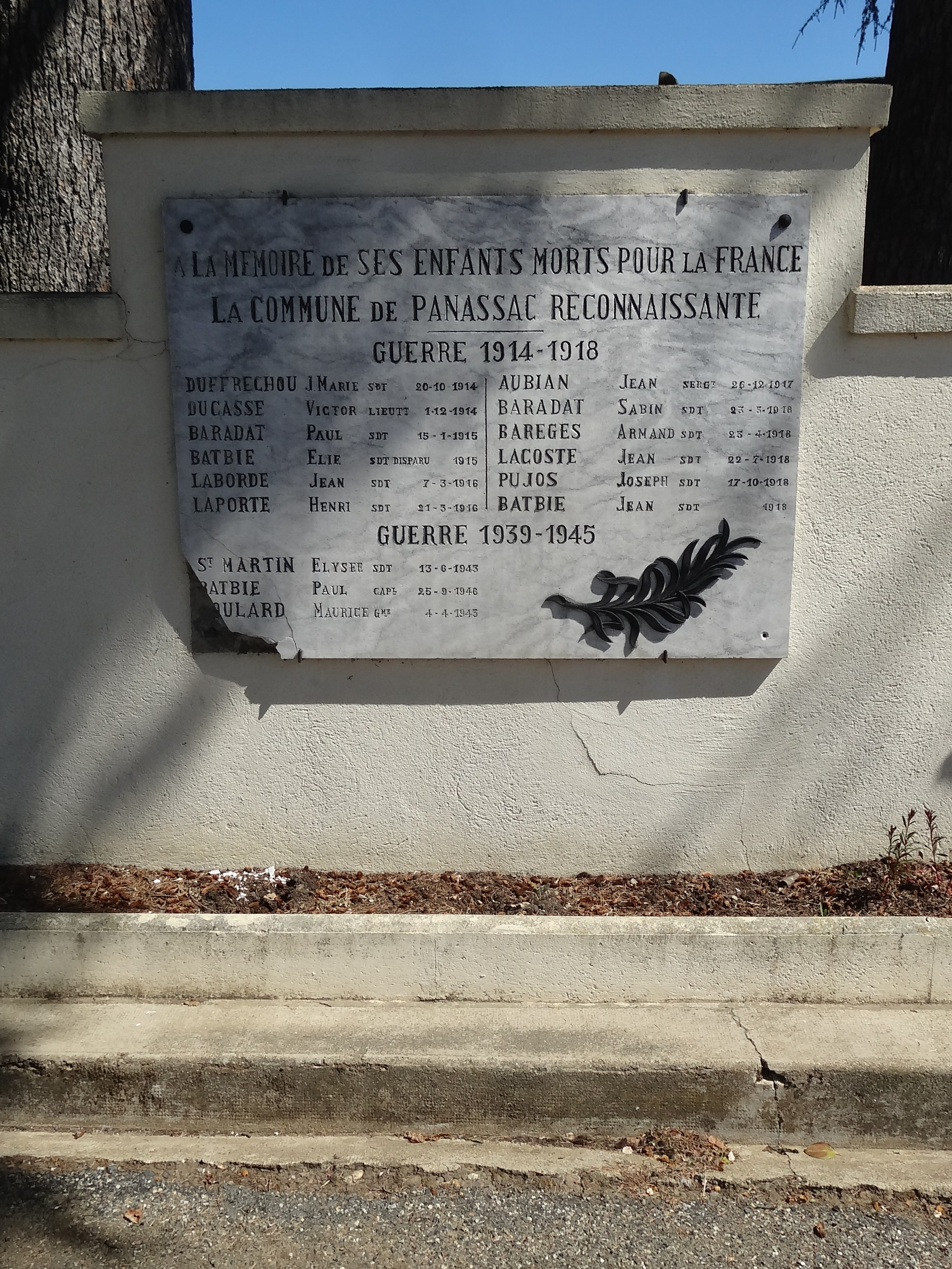
Le monument aux morts.
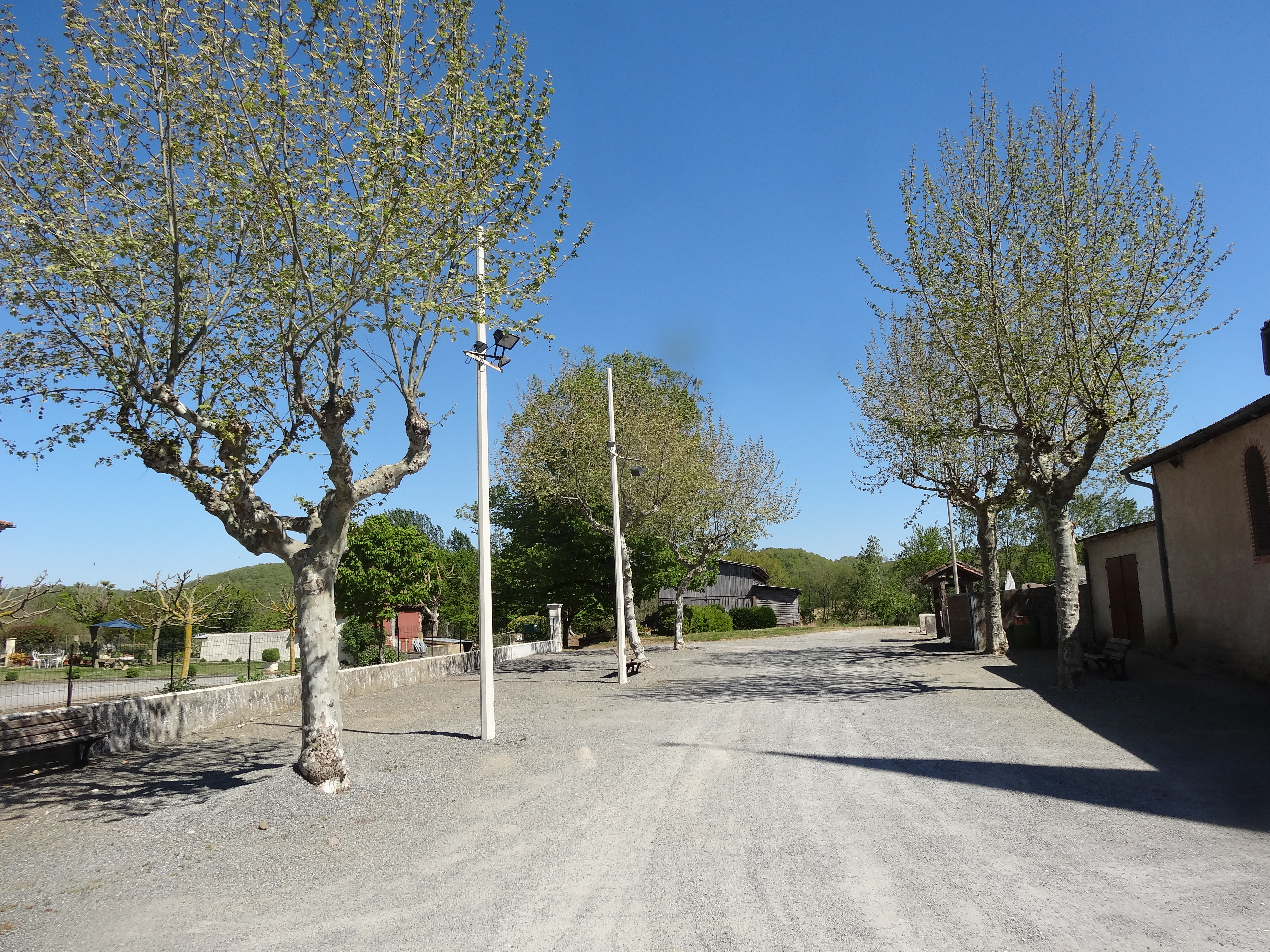
Boulodrome.
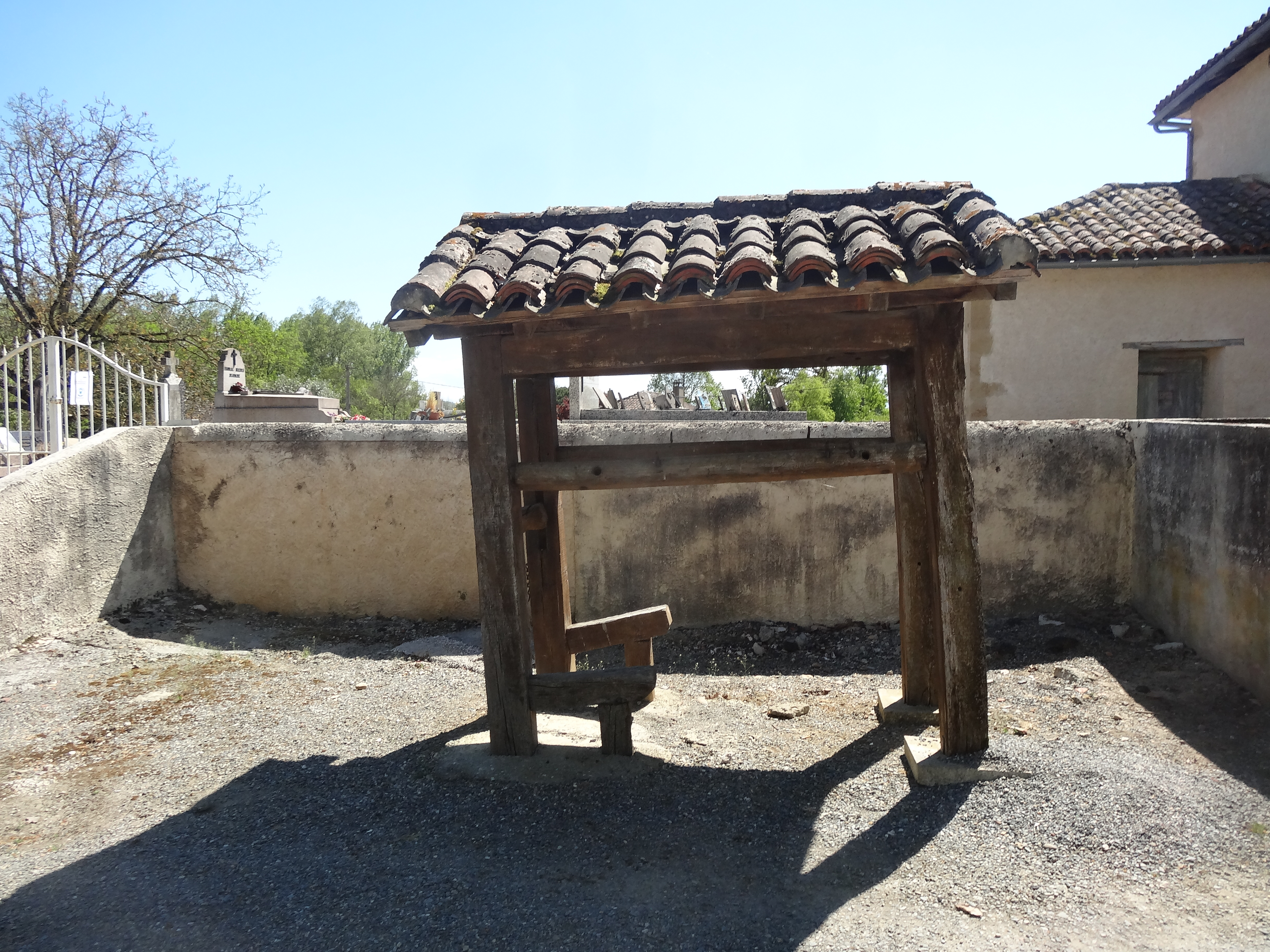
Travail à ferrer.

### Personnalités liées à la commune
- Louis-François Dubosc (1901-1991) : homme politique né à Panassac.